# Erythrodiplax leticia
Erythrodiplax leticia là loài chuồn chuồn trong họ Libellulidae. Loài này được Machado miêu tả khoa học đầu tiên năm 1996.